# Tubeway Army (groupe)
Tubeway Army est un groupe de punk rock et de new wave britannique créé à Londres, qui fut actif de 1977 à 1979, qui a connu un succès commercial avec leur second album Replicas et surtout au single Are 'Friends' Electric?, classé premier des Charts en Grande-Bretagne. Le leader du groupe, Gary Numan, connaîtra le succès en solo avec notamment le tube Cars.

## Membres
Les membres de Tubeway Army sont :
- Gary Webb, alias Gary Numan (leader et auteur-compositeur du groupe) : Chant, Guitare, Claviers
- Paul Gardiner : Guitare, Basse, Chœurs

Parmi les musiciens additionnels, on peut citer le batteur Jess Lidyard (oncle de Numan) et Billy Currie (du groupe Ultravox), qui jouait du synthétiseur pour les performances télévisées du groupe notamment dans Top of the Pops.

## Historique
Gardiner et Numan se rencontrent en 1977 lors d'une audition et l'année suivante, ils forment Tubeway Army la même année, avec Jess Lidyard, l'oncle de Numan, qui joue de la batterie notamment sur le premier album, paru en 1978. Le groupe joue dans les scènes punk, lui permettant de signer un contrat chez Beggars Banquet, enregistrant ainsi leur premier album, intitulé Tubeway Army.  Cependant, sorti le 14 novembre 1978, leur premier opus connait un tirage limité de 5 000 exemplaires. Les singles extraits de l'album (That's Boo Bad et Bombers), ne connaissent pas le succès escompté.
Ce n'est qu'à partir de 1979 qu'ils vont se faire connaître du grand public avec leur second album, Replicas, paru en avril. Même si Down in the Park, paru en single comme premier extrait, passe inaperçu, ce n'est qu'avec le second extrait paru en single, Are 'Friends' Electrics?, qu'ils vont triompher, en se classant premier du hit-parade britannique.
Le triomphe de Replicas va permettre la réédition du premier album et qui va se classer 14e des meilleures ventes d'albums au Royaume-Uni.
Cette même année marque aussi la fin de l'appellation Tubeway Army, car Numan publie son premier album sous son nom, The Pleasure Principle, avec le tube Cars. Gardiner y participe ainsi qu'aux deux albums suivants : Telekon et Dance, mais décèdera d'une surdose fatale d'héroïne en 1984.

## Discographie

### Albums
- 1978 : Tubeway Army
- 1979 : Replicas
- 1984 : The Plan (en) [1]

### Singles
| 1978                                                          | That's Too Bad          | —   | —   | —  | — | —  | — | — | —  | Tubeway Army |
| 1978                                                          | Bombers                 | —   | —   | —  | — | —  | — | — | —  | —            |
| 1979                                                          | Down in the Park        | 197 | —   | —  | — | —  | — | — | —  | Replicas     |
| 1979                                                          | Are 'Friends' Electric? | 1   | 101 | 12 | 8 | 12 | 9 | 3 | 23 | Replicas     |
| "—" signifie que le titre n'est pas entré dans le classement. |                         |     |     |    |   |    |   |   |    |              |

## Source
- (en) Cet article est partiellement ou en totalité issu de l’article de Wikipédia en anglais intitulé « Tubeway Army » (voir la liste des auteurs).